# Aurajärvi
Aurajärvi är en sjö i kommunen Sastamala i landskapet Birkaland i Finland. Sjön ligger 101,4 meter över havet. Arean är 48 hektar och strandlinjen är 7,58 kilometer lång. Sjön  ingår i Kumo älvs huvudavrinningsområde.   Den ligger omkring 63 km väster om Tammerfors och omkring 180 km nordväst om Helsingfors. 
I sjön finns öarna Ojansuunsaari och Isosaari. 